# Hagla ignota
Hagla ignota là một loài côn trùng trong họ Haglidae thuộc bộ Orthoptera. Loài này được Westwood miêu tả năm 1854.